# Kalina-Lisiniec
Kalina-Lisiniec este o arie protejată (arie specială de conservare — SAC, sit de importanță comunitară — SCI) din Polonia întinsă pe o suprafață de 5,68 ha, integral pe uscat.

## Localizare
Centrul sitului Kalina-Lisiniec este situat la coordonatele 50°21′45″N 20°09′36″E / 50.3626°N 20.1599°E.

## Înființare
Situl Kalina-Lisiniec a fost declarat sit de importanță comunitară în aprilie 2004 pentru a proteja 1 specie de plante. Situl a fost protejat și ca arie specială de conservare în februarie 2017.

## Biodiversitate
Situată în ecoregiunea continentală, aria protejată conține 1 habitat natural: Pajiști uscate seminaturale și facies de acoperire cu tufișuri pe substraturi calcaroase (Festuco-Brometalia) (* situri importante pentru orhidee).
La baza desemnării sitului se află o specie protejată de  plante: papucul doamnei (Cypripedium calceolus).